# Bournan
Bournan is een gemeente in het Franse departement Indre-et-Loire (regio Centre-Val de Loire) en telt 232 inwoners (2004). De plaats maakt deel uit van het arrondissement Loches.

## Geografie
De oppervlakte van Bournan bedraagt 14,3 km², de bevolkingsdichtheid is 16,2 inwoners per km².
De onderstaande kaart toont de ligging van Bournan met de belangrijkste infrastructuur en aangrenzende gemeenten.

## Demografie
Onderstaande figuur toont het verloop van het inwonertal (bron: INSEE-tellingen).